# Produtor aparente
Produtor aparente é um conceito do Direito do consumidor que se refere àquele que, embora não tendo participado do processo de fabricação, apresenta-se como tal pela colocação do seu nome, marca ou outro sinal de identificação. Empresta seu nome e assume responsabilidades em conjunto com o produtor real.
Por oposição ao produtor aparente, há o Produtor real, que é a pessoa física ou jurídica que sob sua responsabilidade participa do processo de fabricação ou produção do produto acabado, de um componente ou de uma matéria prima; ou ainda aquela pessoa física ou jurídica que tem um produto exclusivo, patenteado ou não, que produz normalmente, seja um produto inteiro ou mesmo que produzido em partes, com a participação de outras pessoas jurídicas ou fisicas, mas com a montagem final sob responsabilidade do produtor real.